# Cyanoramphus subflavescens
Cyanoramphus subflavescens je vyhynulý papoušek z rodu kakariki (Cyanoramphus), který byl endemický Ostrovu Lorda Howa, jenž se nachází v australských vodách v Tasmanově moři. 
Druh formálně popsal v roce 1821 Tommaso Salvadori. Taxon byl nicméně dlouhou dobu považován za poddruh kakarikiho rudočelého (Cyanoramphus novaezelandiae). McAllan and Bruce (1989) papouška vyzdvihli do samostatného druhu, avšak svůj návrh nepodložili dostatečným množstvím argumentů. Na základě biogeografie je možné, že je Cyanoramphus subflavescens spíše příbuzný s kakarikim norfolckým (Cyanoramphus cookii). Moderní taxonomie nicméně považuje Cyanoramphus subflavescens za samostatný druh. Vedle genetických rozdílů ve srovnání s kakarikim rudočelým se Cyanoramphus subflavescens vyznačuje větší velikostí a světlejším opeřením.
Cyanoramphus subflavescens původně obýval lesy ostrova Lorda Howa. Po příchodu osadníků však začalo docházet k mýcení lesa a pěstování plodin, na které se tito ptáci s oblibou vrhali ve velkých hejnech, takže je místní osadníci brzy začali tvrdě pronásledovat. To se tomuto druhu nakonec stalo osudným. K poslednímu záznamu Cyanoramphus subflavescens došlo v roce 1869 a k vyhynutí nedlouho poté.